# Alpine Northwest
Alpine Northwest é uma Região censo-designada localizada no estado norte-americano de Wyoming, no Condado de Lincoln.

## Demografia
Segundo o censo norte-americano de 2000, a sua população era de 152 habitantes.

## Geografia
De acordo com o United States Census Bureau tem uma área de 
3,7 km², dos quais 3,7 km² cobertos por terra e 0,0 km² cobertos por água.

## Localidades na vizinhança
O diagrama seguinte representa as localidades num raio de 36 km ao redor de Alpine Northwest. 